# Intel iAPX 432
Intel iAPX 432 Micromainframe — перший 32-бітний мікропроцесор (точніше сімейство мікропроцесорів) компанії Intel, анонсований в 1981 році (розробка розпочата в 1975 році). iAPX 432 мав бути основним з процесорів Intel в 1980-х, апаратно реалізуючи такі функції, як багатозадачність і керування пам'яттю.
Відноситься до сімейства стекових VLSI-процесорів. Кожна команда може містити кілька команд і стекових операндів. Тобто виконання однієї команди може призводити до вирішення цілої формули і т. ін.[джерело?]
Система команд мікропроцесора підтримувала роботу зі складними структурами даних, що давало можливість скоротити обсяг програмного коду операційної системи (у порівнянні з обсягом коду для процесорів з іншою системою команд). Однак, розробка була надзвичайно складною в порівнянні з основним напрямком процесорів, настільки складною, що інженери Intel були нездатні перенести її на ефективну реалізацію, використовуючи напівпровідникові технології того часу. В результаті, мікропроцесор вийшов дуже повільним і дорогим, тому плани Intel про заміну архітектури x86 на iAPX 432 так і не здійснилися.
Система на основі iAPX 432 складалася з одного або декількох модулів GDP, реалізованих у вигляді двох кристалів (43201 і 43202) у 64-контактних корпусах (у сумі близько 160 тисяч транзисторів), одного або декількох модулів IP (43203) у 64-контактному корпусі (всього в сумі до 64 GDP і IP) і периферійних процесорів, майже завжди i8086.
Абревіатура iAPX, що є префіксом до номера моделі, означає intel Advanced Processor architecture.

## Архітектура
Команди iAPX 432 мають змінну довжину від 6 до 321 біт. Зазвичай вирівнювання на границю байта не проводилося.